# Brwilno (gmina Nowy Duninów)
Brwilno – wieś sołecka w Polsce położona w województwie mazowieckim, w powiecie płockim, w gminie Nowy Duninów.
Wieś duchowna Brwilino położona była w drugiej połowie XVI wieku w powiecie gostynińskim ziemi gostynińskiej województwa rawskiego. W latach 1975–1998 miejscowość należała administracyjnie do województwa płockiego.
Nazwa wsi wywodzi się od rzeki Brwy, która z czasem nazwana została Skrwą Lewą, wieś bowiem rozpościera się u jej ujścia.